# Ерехтеј
Ерехтеј (грч. Ερεχθεύς) је, у грчкој митологији, Атински краљ, син и наследник краља Ерихтонија.

## Митологија
Ерехтеј је водио велики рат са суседном Елеусином на чијој се страни налазио и син тракијског краља Еумолпа. У страху пред поразом кога је наслутио, Ерехтеј је тражио од пророчице Питије да му да пророчанство. Питија му је рекла да ће он бити победник у рату ако жртвује једну од својих кћерки.
Када је за то дознала његова кћерка Пракситеја, добровољно се жртвовала за спас своје домовине. У борбама које су дошле након тога, Ерехтеј је убио Имарада и извојевао коначну победу. Имрадов отац, Еумолп је замолио бога мора Посејдона да се освети за смрт његовог сина, а Посејдон је услишио његове молбе и својим трозупцем, једним ударцем убио Ерехтеја и све његове потомке. Остала је жива само најмлађа кћерка ерехтеја, Креуса.
Ерехтеј је био први краљ Атине који је погинуо у одбрани свог аграда, па су му због тога Атињани исказали божанске почасти и на Акропољу подигли велелепно светилиште — 421—406. године пре нове ере.
Грађевина је названа „Ерихтејон” и има два дела који се налазе на различитим висинама — на два нивоа. На једном делу, оном који је у смеру Партенона, саграђена је отворена „дворана девојака” — кора, а стубови су обликовани као ликови девојака — каријатиде. Мада овај храм није никада завршен, он спада у једне од најистакнутијих споменика на Акропољу.